# FRIED MUSIC
FRIED MUSIC（フライドミュージック） は日本の音楽レーベル。スペースシャワーネットワークと業務提携している。

## 概要・来歴
- ブリーフ&トランクスのメンバーである伊藤多賀之により2011年に設立。（旧 MOMINEKO RECORDSは2001年に設立）
- レーベル名は、フライドポテト好きな伊藤の趣味によって決定された。

## 所属ミュージシャン
- 伊藤多賀之 （ - 2012年[1]）
- ブリーフ&トランクス （2012年 - [2]）